# Stephen Baldwin
Stephen Andrew Baldwin (n. 12 mai 1966, Massapequa⁠(d), Nassau County, New York, SUA) este un actor american. A apărut în filme ca Născut pe 4 iulie (1989), Fugarii (1993), 8 Seconds (1994), O fată, doi băieți, trei posibilități (1994), Suspecți de serviciu (1995), Experimentul (Bio-Dome, 1996) sau Familia Flintstone în Rock Vegas (2000). Baldwin a apărut și în seriale de televiziune ca The Young Riders (1989–1992), Celebrity Big Brother 7 sau The Celebrity Apprentice. În 2004, a regizat Livin' It, un film direct pe DVD de skateboarding de Crăciun. Este cel mai tânăr dintre cei patru frați Baldwin (ceilalți trei sunt Alec, Daniel și William).

## Filmografie

### Film
| An   | Titlu                                        | Rol                         | Note          |
| ---- | -------------------------------------------- | --------------------------- | ------------- |
| 1988 | Un pugilist timid                            | Luna Park Drunk             |               |
| 1988 | Antitanc                                     | Anthony Golikov             |               |
| 1989 | Last Exit to Brooklyn                        | Sal                         |               |
| 1989 | Casualties of War                            | Soldier                     |               |
| 1989 | Born on the Fourth of July                   | Billy Vorsovich             |               |
| 1990 | Datoria de jurat                             | Carlucci                    | Film TV       |
| 1992 | Crossing the Bridge                          | Danny Morgan                |               |
| 1993 | Fugarii                                      | Jimmy J. "Little J" Teeters |               |
| 1993 | Bitter Harvest                               | Travis                      |               |
| 1994 | O fată, doi băieți, trei posibilități        | Stuart                      |               |
| 1994 | 8 Seconds                                    | Tuff Hedeman                |               |
| 1994 | Cercul vicios al doamnei Parker              | Roger Spalding              |               |
| 1994 | Tatăl meu                                    | Danny Newland               |               |
| 1994 | New Eden                                     | Adams                       | Film TV       |
| 1995 | Suspecți de serviciu                         | Michael McManus             |               |
| 1995 | Inocență distrusă                            | Leon                        |               |
| 1995 | Under the Hula Moon                          | Buzzard "Buzz" Wall         |               |
| 1995 | Dead Weekend                                 | Agent Weed                  | Film TV       |
| 1996 | Experimentul                                 | Doyle Johnson               |               |
| 1996 | Fled                                         | Luke Dodge                  |               |
| 1996 | Crimetime                                    | Bobby Mahon                 |               |
| 1997 | Sub Down                                     | Rick Postley                | Film TV       |
| 1998 | Half Baked                                   | MacGyver Smoker             |               |
| 1998 | Scar City                                    | John Trace                  |               |
| 1998 | One Tough Cop                                | Bo Dietl                    |               |
| 1999 | Friends & Lovers                             | Jon                         |               |
| 1999 | The Sex Monster                              | Murphy                      |               |
| 1999 | Absence of the Good                          | Caleb Barnes                | Film TV       |
| 2000 | Jocuri mortale                               | The Mechanic                |               |
| 2000 | Familia Flintstone în Rock Vegas             | Barney Rubble               |               |
| 2000 | Restaurantul                                 | Jimmy                       |               |
| 2000 | Cădere liberă                                | Agent Victor 'Vic' Cooper   | Film TV       |
| 2001 | XChange                                      | Clone #1/Toffler 3          |               |
| 2001 | Zebra Lounge                                 | Jack Bauer                  | Film TV       |
| 2001 | O altă viață                                 | Sal                         |               |
| 2001 | Să dormi cu ochii deschiși                   | Desmond Caine               |               |
| 2002 | Furie pe gheață 2                            | Sean Linden                 | Video         |
| 2002 | Greenmail                                    | Scott Anderson              | Video         |
| 2002 | Pânza de păianjen                            | Clay Harding                |               |
| 2003 | Cercurile                                    | Joe "Cousin Joe" Vossimer   | Film TV       |
| 2003 | Focuri în sălbăticie                         | Wolf                        |               |
| 2003 | În căutarea comorii pierdute                 | Bryan McBride               |               |
| 2003 | Planuri ucigașe                              | Lenny                       |               |
| 2004 | Ținta                                        | Charlie Snow                |               |
| 2004 | Fallacy                                      | Realtor                     |               |
| 2004 | Semnul dezlănțuirii                          | Luke                        |               |
| 2005 | Liminality                                   | Caramelli                   | Scurtmetraj   |
| 2005 | Betrayed                                     | Max Garrett                 | Video         |
| 2005 | Secretul nemuririi                           | Matt Ford                   | Film TV       |
| 2005 | Midnight Clear                               | Lefty                       | Scurtmetraj   |
| 2006 | Orașul suspiciunilor                         | Joe Genest                  | Film TV       |
| 2006 | Furtuna neagră                               | Daniel Grey                 | Film TV       |
| 2006 | Sub amenințarea Lunii                        | John Redding                | Film TV       |
| 2006 | The Genius Club                              | Rory Johnson                |               |
| 2006 | Midnight Clear                               | Lefty                       |               |
| 2007 | Harpies                                      | Jason                       | Film TV       |
| 2007 | Fratele lui Moș Crăciun                      | Rolul său                   |               |
| 2008 | Aviatori de ocazie                           | Silvio Esposito             |               |
| 2008 | Un rechin în Veneția                         | David Franks                |               |
| 2009 | Shoot the Duke                               | Max Rockinsky               |               |
| 2010 | Să înceapă jocul                             | David Carroll               |               |
| 2010 | Loving the Bad Man                           | McQuade                     |               |
| 2010 | The Perfect Hurl                             | El Toro                     | Scurtmetraj   |
| 2012 | Dino Time                                    | Surly (voce)                |               |
| 2013 | I'm in Love with a Church Girl               | Jason McDaniels             |               |
| 2014 | Cu moartea pe urme                           | Ryan Willburn               | [ 8 ] [ 9 ]   |
| 2014 | Let the Lion Roar                            | Jerome                      |               |
| 2014 | The Costume Shop                             | Older Kyle                  |               |
| 2015 | Balance                                      | Titus                       | Scurt         |
| 2015 | Hoovey                                       | Pastor                      |               |
| 2015 | Touched                                      | Detective Nick              |               |
| 2015 | The Networker                                | Pierre                      |               |
| 2015 | Faith of Our Fathers                         | Mansfield                   |               |
| 2015 | God's Club                                   | Michael Evans               | [ 10 ] [ 11 ] |
| 2016 | No Panic, With a Hint of Hysteria            | Chester                     |               |
| 2016 | Magi                                         | Burga Adler                 |               |
| 2016 | Apostolul Petru: Mântuirea                   | Nero                        |               |
| 2016 | Scarlett                                     | Chase's Father              |               |
| 2017 | Run                                          | Jeff Conners                |               |
| 2017 | The UnMiracle                                | David Stevenson             |               |
| 2019 | Tapestry                                     | Ryan                        |               |
| 2019 | The Least of These: The Graham Staines Story | Graham Staines              | [ 12 ]        |
| 2019 | A Walk with Grace                            | Jay Thorson                 |               |
| 2019 | Kaibigan                                     | John Anderson               |               |
| 2021 | Church People                                | Chad Chase                  |               |
| 2021 | Misiune: Profetul                            | -                           |               |
| 2021 | Blood Pageant                                | Priest                      |               |
| 2024 | A Carpenter’s Prayer                         | Ken Strickler               |               |

### Televiziune
| An        | Titlu                                 | Rol                      | Note                                         |
| --------- | ------------------------------------- | ------------------------ | -------------------------------------------- |
| 1986      | Kate & Allie                          | Student                  | Episodul: "The Trouble with Jason"           |
| 1987      | American Playhouse                    | Gutter Pup               | Episodul: "The Prodigious Hickey"            |
| 1988      | Family Ties                           | Bobby                    | Episodul: "Beyond Therapy"                   |
| 1989      | China Beach                           | Chuck Berry              | Episodul: "All About E.E.V."                 |
| 1989–1992 | The Young Riders                      | William F. Cody          | Rol principal                                |
| 1994      | Saturday Night Live                   | Rolul său                | Episodul: "Alec Baldwin & Kim Basinger/UB40" |
| 1995      | In a New Light: Sex Unplugged         | Rolul său/Gazdă          | Gazdă principală                             |
| 1995      | Legend                                | Jimmy Siringo            | Episodul: "Mr. Pratt Goes to Sheridan"       |
| 1996      | Moviewatch                            | Rolul său                | Episodul: "Episode #5.4"                     |
| 1998      | Clona ucigașă                         | Marty Stillwater/Alfie   | Episodul: "Part 1 & 2"                       |
| 1998–1999 | Hollywood Squares                     | Rolul său/Panelist       | Recurring Panelist                           |
| 2000      | The Other Side                        | Rolul său                | Episodul: "King of New York"                 |
| 2000      | Batman Beyond                         | Charlie Bigelow (voce)   | Episodul: "Big Time"                         |
| 2001      | Wild On!                              | Rolul său                | Episodul: "Wild on Spring Break 2001"        |
| 2001      | Fantasmele nopții                     | Barry                    | Episodul: "The Doghouse"                     |
| 2002      | Fear Factor                           | Rolul său                | Episodul: "Celebrity Fear Factor 2"          |
| 2003      | Bikini Destinations                   | Rolul său                | Episodul: "France"                           |
| 2003–2004 | The Mole                              | Rolul său/Concurent      | Concurent: Sez. 3-4                          |
| 2004      | Celebrity Blackjack                   | Rolul său                | Episodul: "Tournament 8, Game 8"             |
| 2004      | My Coolest Years                      | Rolul său                | Episodul: "My First Time, Summer Vacation"   |
| 2004      | Scare Tactics                         | Rolul său/Gazdă          | Gazdă principală: Season 2                   |
| 2004      | Livin' It                             | Rolul său/Host           | Main Host                                    |
| 2005      | CSI: Crime și Investigații            | Jesse Acheson            | Episodul: "Compulsion"                       |
| 2007      | UCB Comedy Originals                  | Rolul său                | Episodul: "Ask Stevie B."                    |
| 2007      | Cu ochii în patru                     | Detectiv Vincent Novella | Episodul: "Burglary"                         |
| 2009      | The Celebrity Apprentice              | Rolul său/Concurent      | Concurent: Sez. 7                            |
| 2009      | I'm a Celebrity...Get Me Out of Here! | Rolul său/Concurent      | Concurent: Sez. 2                            |
| 2010      | Countdown                             | Rolul său/Concurent      | Episodul: "Celebrity Big Brother Special"    |
| 2010      | 8 Out of 10 Cats                      | Rolul său                | Episodul: "Episode #9.4"                     |
| 2010      | Celebrity Big Brother                 | Rolul său/Concurent      | Concurent: Sez. 7                            |
| 2013      | All-Star Celebrity Apprentice         | Rolul său/Concurent      | Concurent : Sez. 13                          |
| 2017–2018 | The Great American Pilgrimage         | Rolul său/Gazdă          | Gazdă principală                             |
| 2021      | Nova Vita                             | Agent Smith              | Rol principal                                |
| 2025      | Special Forces: World's Toughest Test | Rolul său/Concurent      | Concurent: Sezonul 3                         |

### Regizor
| An   | Titlu             | Note             |
| ---- | ----------------- | ---------------- |
| 2004 | Livin' It         | Documentar scurt |
| 2012 | The Will to Drill | Documentar       |